# Feuerwehrmuseum Flamersheim
Das Feuerwehrmuseum Flamersheim befindet sich im Euskirchener Stadtteil Flamersheim, Kreis Euskirchen, Nordrhein-Westfalen, Große Höhle.
Franz Büllesfeld hatte eine umfangreiche Sammlung feuerwehrtechnischer Ausrüstung, Uniformen, Orden und Ehrenzeichen zusammengetragen. Im Jahr 1992 wurde das alles in ein Feuerwehrmuseum eingebracht.
Auf etwa 230 m² werden die Exponate aus der ganzen Welt den Besuchern kostenlos gezeigt. Hierzu gehören zum Beispiel Tragkraftspritzen, Feuerwehrhelme, Ehren- und Ärmelabzeichen und vieles mehr.